# Mai Sơn, Lục Yên
Mai Sơn là một xã thuộc huyện Lục Yên, tỉnh Yên Bái, Việt Nam.

## Địa lý
Xã Mai Sơn nằm ở phía bắc huyện Lục Yên, có vị trí địa lý:
- Phía đông giáp tỉnh Tuyên Quang và xã Minh Xuân
- Phía tây giáp xã Lâm Thượng và xã Tân Lĩnh
- Phía nam giáp xã Yên Thắng
- Phía bắc giáp xã Khánh Thiện.

Xã Mai Sơn có diện tích 17,41 km², dân số năm 2019 là 3.568 người, mật độ dân số đạt 205 người/km².

## Hành chính
Xã Mai Sơn hiện được chia thành 8 thôn: Sơn Hạ, Sơn Đông, Sơn Nam, Sơn Trung, Sơn Bắc, Sơn Thượng, Sơn Tây, Đán Đăm.